# Derby Museum and Art Gallery

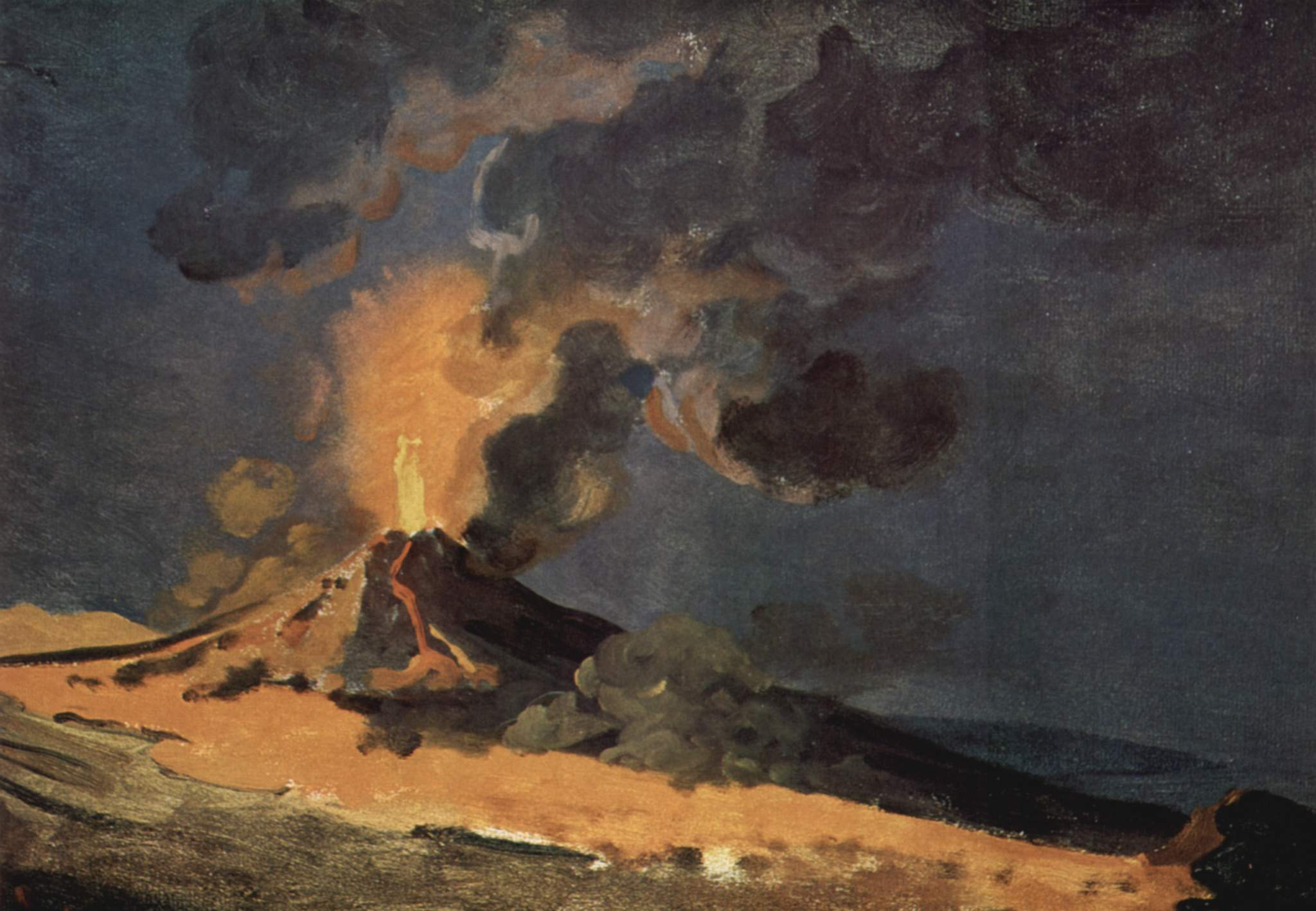
Uitbraak van de vulkaan Vesuvius door Joseph Wright of Derby (1774)

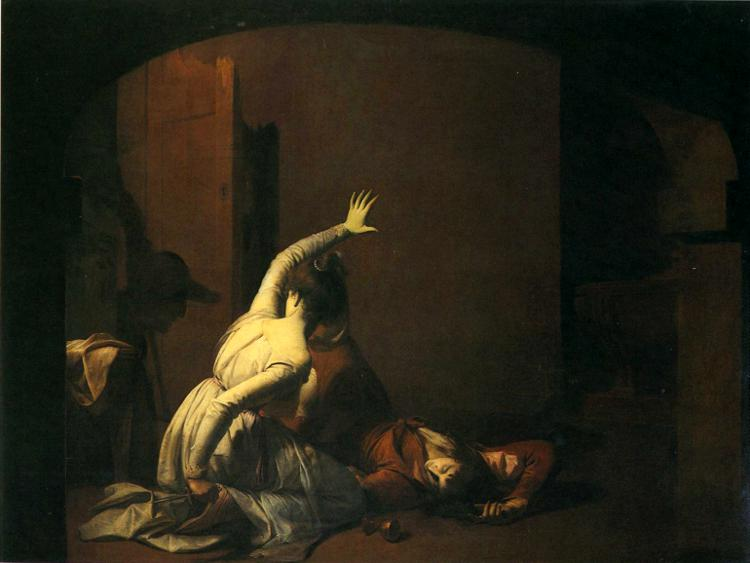
Romeo en Julia door Joseph Wright of Derby (1790)

Het Derby Museum and Art Gallery in Derby is een museum in het Verenigd Koninkrijk rond het werk van Joseph Wright of Derby opgericht in 1879.
Het Derby Museum and Art Gallery heeft een aantrekkelijke collectie porselein, en schilderijen. Het bezit een collectie voorwerpen uit de plaatselijke archeologie, de geschiedenis, over lokale regimenten, geologie en de natuur van het aansluitende Peak District. Er zijn diverse schilderijen van de beroemde 18e-eeuwse kunstenaar Joseph Wright of Derby, lid van de Royal Society (1734-1797). Te zien zijn portretten, landschappen, onderwerpen uit de literatuur en scènes uit de Industriële Revolutie en wetenschappelijke apparatuur die deze periode van baanbrekende ontdekkingen vertegenwoordigen. Dit is de grootste verzameling van het werk van de kunstenaar in enige openbare galerie in de wereld.
Het museum bezit verder een collectie van fijn Derby porselein, geproduceerd in de stad sinds ongeveer 1750, en is van internationaal belang.
De Archeologie Gallery bevat materiaal uit de Steentijd tot de Middeleeuwen, met een aantal fijne Angelsaksische kruisen en een prachtige sarcofaag. Er zijn ook twee Egyptische mummies.
De Militaire afdeling vertelt de geschiedenis van de lokale regimenten, zoals de 9th/12th Royal Lancers, de Derbyshire Yeomanry en de Sherwood Foresters.
De gereconstrueerde Bonnie Prince Charlie Kamer herdenkt Derby's rol in de Jacobitische opstand van 1745 compleet met een afbeelding van de prins. Het vertelt het verhaal van zijn tot mislukken gedoemde poging om naar de troon te grijpen.